# 永野芳郎
永野 芳郎（ながの よしお、 - 1997年1月7日）は、日本の英文学、比較言語学者。京都大学名誉教授。父は、民俗学者の永野忠一（ながのただかず）。
1950年京都大学文学部卒業。
1990年に京大教養部を退官、桃山学院大学教授となる。
主な著作として、『比較言語学入門』（ロックウッド著 永野芳郎訳 大修館書店）、『英語学から英文学へ』（英宝社）、『英語学要説』（英宝社）、『言語と文学』（北星堂書店）がある。